# Betonová střešní taška

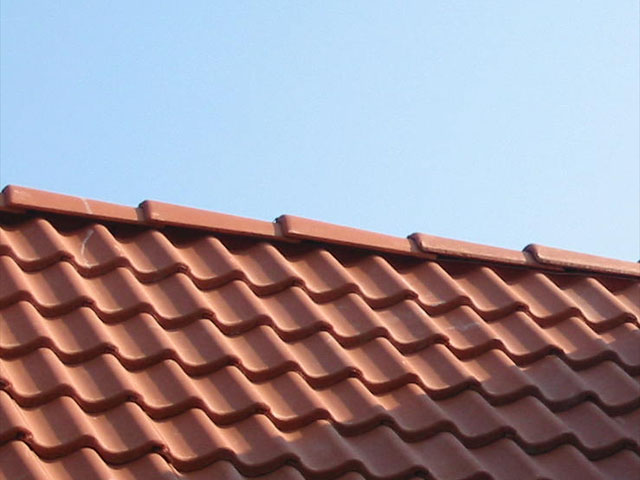
Obrázek 1. Střešní taška

Betonová střešní taška je typ střešní krytiny.

## Historie
Podle dochovaných dokumentů si jako první nechal patentovat betonovou střešní tašku Adolph Kroher v německém městě Staudach kolem roku 1844. Při její výrobě používal vlastní cement vyrobený z pálených minerálů a usazenin z okolí Staudachu a z ostrého písku tyrolského Ache. Tyto tašky byly vyráběny ve dvou tvarech – kosočtvercovém a tvaru písmene S (esovka).
V roce 1912 zahájila pásovou výrobu betonových střešních tašek britská společnost Redland; největší rozmach výroby nastal v poválečném období. V Česku se betonové tašky vyrábějí od roku 1984, kdy byl v Bzenci-Přívozu otevřen výrobní závod Hodonínských Cihelen, později firmy KM BETA.

## Výroba
Hlavními surovinami pro výrobu jsou písek, portlandský cement, voda a pigmenty na bázi oxidu železa. Přesné složení materiálu se u každého výrobce liší.
Suroviny jsou v závodě uskladněny v pohotovostních zásobnících, odkud se transportují do vážicího zařízení. Po navážení požadovaného množství jsou přemístěny do míchacího zařízení. Vyrobená betonová směs se dopraví na výrobní linku, kde se pod vysokým tlakem zhutní. Tvar a geometrie spodní plochy tašky odpovídá formě, horní plocha tašky se tvaruje do kontury tašek podle jednotlivých modelů. Zhutněná a vytvarovaná betonová směs vytváří kontinuální nekonečný pás, který pak speciální nože dělí na jednotlivé tašky.
U většiny modelů následuje nanesení povrchové úpravy (nástřik) na mokrý beton. Aby bylo možné tašky oddělit od formy po několika hodinách, je potřeba urychlit nárůst pevnosti betonu – proto jsou z výrobní linky odebírány a zaváženy do vytvrzovacích komor. Nejedná se o „vypalování“ (jako v případě výroby keramických pálených tašek), teplota vzduchu se pohybuje pouze v desítkách °C. Po osmi hodinách tašky dosáhnou takové pevnosti, že je možné je vrátit zpět na výrobní linku a bezpečně je oddělit od formy. Prázdné formy se vrací zpět, kde jsou znovu zaplněny betonem. Pak se provádí konečné povrchové úpravy a hotové kousky procházejí sušičkou, která během několika sekund zajistí dostatečné vytvrzení konečné úpravy, aby je bylo možné bezpečně balit – palety obvykle obsahují svazky zatavené do PVC fólie.
Novým technologickým postupem je použití dvou druhů betonu:
- „hrubý“ beton dodává produktu mechanickou odolnost, neprosákavost a mrazuvzdornost
- vrstva vysoce probarveného „jemného“ mikrobetonu, která vytváří úplně hladký povrch, který zabezpečuje delší barevnou stálost a vyšší odolnost proti působení povětrnostních vlivů. Na tento mikrobetonový povrch se pak nanáší další barevné vrstvy.

Při výrobě některých modelů se navíc integrují do povrchu i speciální pigmenty, které odráží část dopadajícího infračerveného záření a tím snižují přehřívání střechy a podkroví slunečním zářením.

## Varianty
Betonové střešní tašky lze rozdělit následujícím způsobem:
- základní tašky
- tvarovky – hřebenáče, koncové a rozdělovací hřebenáče, krajní tašky, půlené tašky, odvětrávací tašky, nosné tašky stoupacích plošin, pultové tašky, mansardové tašky, lomené tašky, hromosvodové tašky, hromosvodové hřebenáče
- střešní doplňky (kovové nebo plastové) – příchytky tašek, stoupací plošiny, protisněhové háky, sněholamy, bezpečnostní háky, průchozí tašky, výstupní okna.

## Použití
Betonové střešní tašky lze použít i pro šikmé střechy a svislý obklad stěn. Podmínkou použití je dostatečný sklon střechy – mezní (minimální) sklon krytiny (MSK) uvádějí výrobci ve svých technických podkladech. U betonové krytiny je mezní sklon většinou 12°. Existují ale i výjimky, které umožňují pokládku na střechy s nízkým sklonem již od 7°. Bezpečný sklon krytiny (BSK, sklon střešní plochy, při kterém je krytina v charakteristickém výseku střešní plochy bez prostupů a napojení těsná proti volně dopadajícímu dešti a volně stékající vodě) u většiny modelů je 22°, ovšem tašky lze s využitím doplňkových opatření použít v případě méně bezpečného sklonu.
Životnost materiálu se většinou udává v hodnotě 50 let, ale může být ještě delší. Výhodami materiálu je nehořlavost, vysoká mrazuvzdornost, nízká nasákavost a vysoká tvarová stálost a pevnost (s věkem se zvyšuje), což má za následek i odolnost proti mechanickému poškození, oděru, tlaku a různým deformacím. Nevýhodou je vyšší hmotnost materiálu, čemuž lze zabránit použitím tzv. velkoformátových tašek, které vykazují podstatně nižší hmotnost na jednotku plochy.